# Ovid (Michigan)
Ovid – wieś w Stanach Zjednoczonych, w stanie Michigan, w hrabstwie Clinton.